# Pacova hora
Pacova hora je přírodní rezervace v okrese Tábor, čtyři kilometry severně od města Chýnov. Rezervace se nachází na místě bývalého vápenného lomu. Předmětem ochrany jsou ohrožené rostliny, jako některé druhy orchidejí a přesliček. V této lokalitě jsou i ohrožené druhy živočichů, jako teplomilný hmyz a obojživelníci. Pacova hora je také významná mineralogickým složením hornin, které zůstaly odhaleny po těžbě.

## Historie
První zmínka o vápnu z Chýnova je z roku 1488. Zmiňuje Jindřicha Hradeckého, který platil obyvatelům Deštné za vození vápenného kamene do Chýnova. Kámen se lámal na panské části, tedy na majetku knížete Schwarzenberga, zároveň i na selské části, tedy na majetku obyvatel Dolních Hořic. První pec na pálení vápna byla postavena v roce 1848. Jednalo se o jednoduchou pec. Druhá, větší, byla postavena roku 1863, třetí, ještě větší, v roce 1869 a čtvrtá pec byla postavena v roce 1878 podle Hofman-Lowy soustavy. V roce 1878 byla zakoupena silniční lokomotiva od anglické firmy Aveling & Porter z Rochesteru. Lokomotiva vozila vápno do Tábora a z Tábora vozila zpátky uhlí. V tomto období pracovalo na Pacově hoře kolem 100 lidí. Dělníci byli placeni poměrně dobře, zároveň měli sociální výhody jako bezplatnou zdravotní péči a po dobu nemoci finanční podporu. V roce 1905 byla postavena úzkokolejka, která nahradila silniční lokomotivu. Úzkokolejka byla v provozu do roku 1964. V roce 1928 vznikly Chýnovské vápenky s.r.o. Ruční vrtání bylo nahrazeno pneumatickými kladivy. Na Pacově hoře se začaly v kulatých pecích vyrábět cihly, z chýnovského vápna se vyráběl hnojný vápenec a stavební mletý hořečnatý vápenec, který byl využíván ve fasádách. Domy, které byly pokryty touto fasádou, na sobě často měly smaltovanou desku s nápisem „Omítnuto CHÝNOMITEM, nezničitelnou omítkou“. Postupně byl dostavěn drtič kamene a mlýn na drcení drobného vápence.
Těžba vápence byla ukončena roku 1964, v roce 1972 byla zbourána poslední budova vápenky. Kamenivo se těžilo až do roku 1998.
Lokalita byla vyhlášena za přírodní rezervaci 22. listopadu 2002.

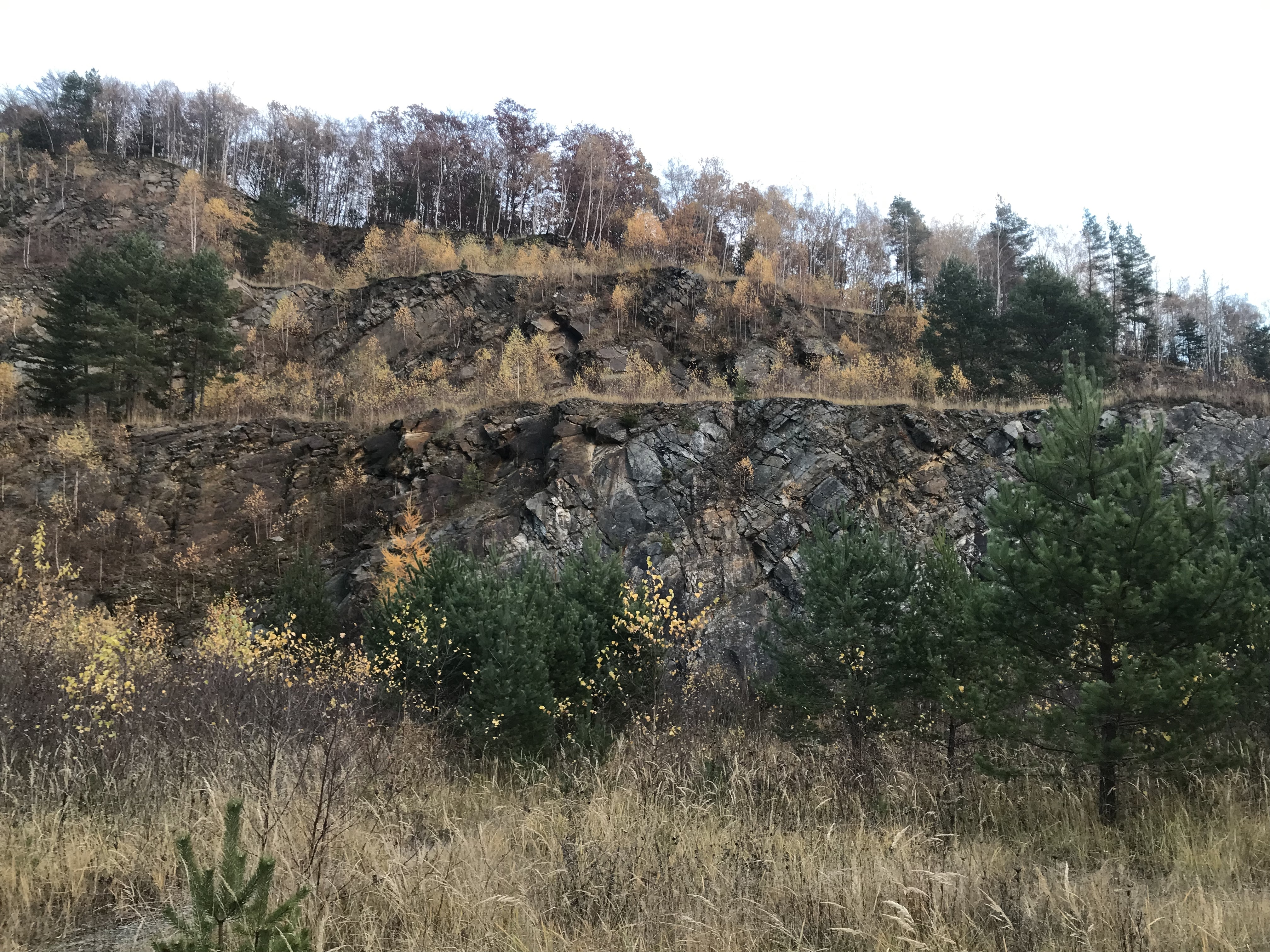
Východní stěna Pacovy hory, travnatá společenstva

## Přírodní poměry
Pacova hora se nachází nedaleko Dolních Hořic. Samotná rezervace má rozlohu 15,8 ha. Kolem rezervace je ochranné pásmo, které dosahuje padesát metrů od hranice rezervace. Pásmo tak zasahuje k Chýnovské jeskyni i k Chotčinskému potoku. V blízkosti rezervace se nachází zemědělsky intenzivně využívaná půda. Intenzivní využívání a hnojení může tvořit potencionální nebezpečí chráněným organismům.
Po těžbě zůstalo několik etáží. Nejnižší, čtvrtá etáž je zalesněná. Třetí etáž je poměrně rozlehlá, na její severní straně se akumuluje voda. Voda je doplňována z okolních vrstev. Vodní plocha měří přibližně 0,3 ha a hloubka se pohybuje kolem jednoho metru. Slouží jako místo rozmnožování několika druhů obojživelníků. Druhá a první etáž jsou významně menší a hůře přístupné. Právě tato místa jsou lokality výskytu některých chráněných rostlin.

### Flora
Ohrožený kruštík tmavočervený (Epipactis atrorubens) je vápnomilná orchidej, která se vyskytuje na Pacově hoře. Bahnička vaječná (Eleocharis ovata) se vyskytuje na břehu vodní nádrže. Kamyšník přímořský (Bolboschoenus maritimus) roste v eulitorálu. Vemeník dvoulistý (Platanthera bifolia) roste na vrcholové části hory. Okrotice bílá (Cephalanthera damasonium) se nachází v náletovém lesíku na okraji přírodní rezervace. Přeslička různobarvá (Equisetum variegatum) roste ve mělké vodě. Další rostlinné druhy vyskytující se na lokalitě jsou kamyšník vrcholičnatý (Bolboschoenus yagara), ostružiník skalní (Rubus saxatilis), skřípinec jezerní (Schoenoplectus lacustris) a prvosenka jarní pravá (Primula veris subsp. veris).
V lokalitě dominuje lupina mnoholistá (Lupinus polyphyllus), štírovník růžkatý (Lotus corniculatus) a třtina křovištní (Calamagrostis epigejos). Náletové dřeviny se skládají z břízy bělokoré (Betula pendula), borovice lesní (Pinus sylvestris) a smrku ztepilého (Picea abies).

### Bezobratlí
Kriticky ohrožený dřepčík (Crepidodera lamina), zlatohlávek tmavý (Oxythyrea funesta) a svižník polní (Cicindela campestris) patří mezi druhy bezobratlých, které se vyskytují v Pacově hoře. Na zdejších rostlinách se vyvíjejí housenky otakárka fenyklového (Papilio machaon). Dále se zde vyskytuje vážka žíhaná (Sympetrum striolatum) a mnohonožka svinulka žeberovitá (Trachysoaera costata). Relativně vysokou diverzitu měkkýšů dokazují svým výskytem bahnatka malá (Galba truncatula), uchatka nadmutá (Radix auricularia), svinutec běloústý (Anisus leucostoma), jantarka obecná (Succinea putris), oblovka lesklá (Cochlicopa lubrica), zrnovka mechová (Pupilla muscorum), údolníček žebernatý (Vallonia costata), ostroústka bezzubá (Columella edentula), vrkoč malinký (Vertigo pygmaea), skelnatka západní (Oxychilus draparnaudi), blyštivka rýhovaná (Nesovitrea hammonis), skleněnka průsvitná (Vitrina pellucida), slimák žlutý (Malacolimax tenellus), plzák lesní (Arion rufus), srstnatka chlupatá (Trochulus hispidus), suchomilka obecná (Xerolenta obvia), páskovka keřová (Cepaea hortensis).

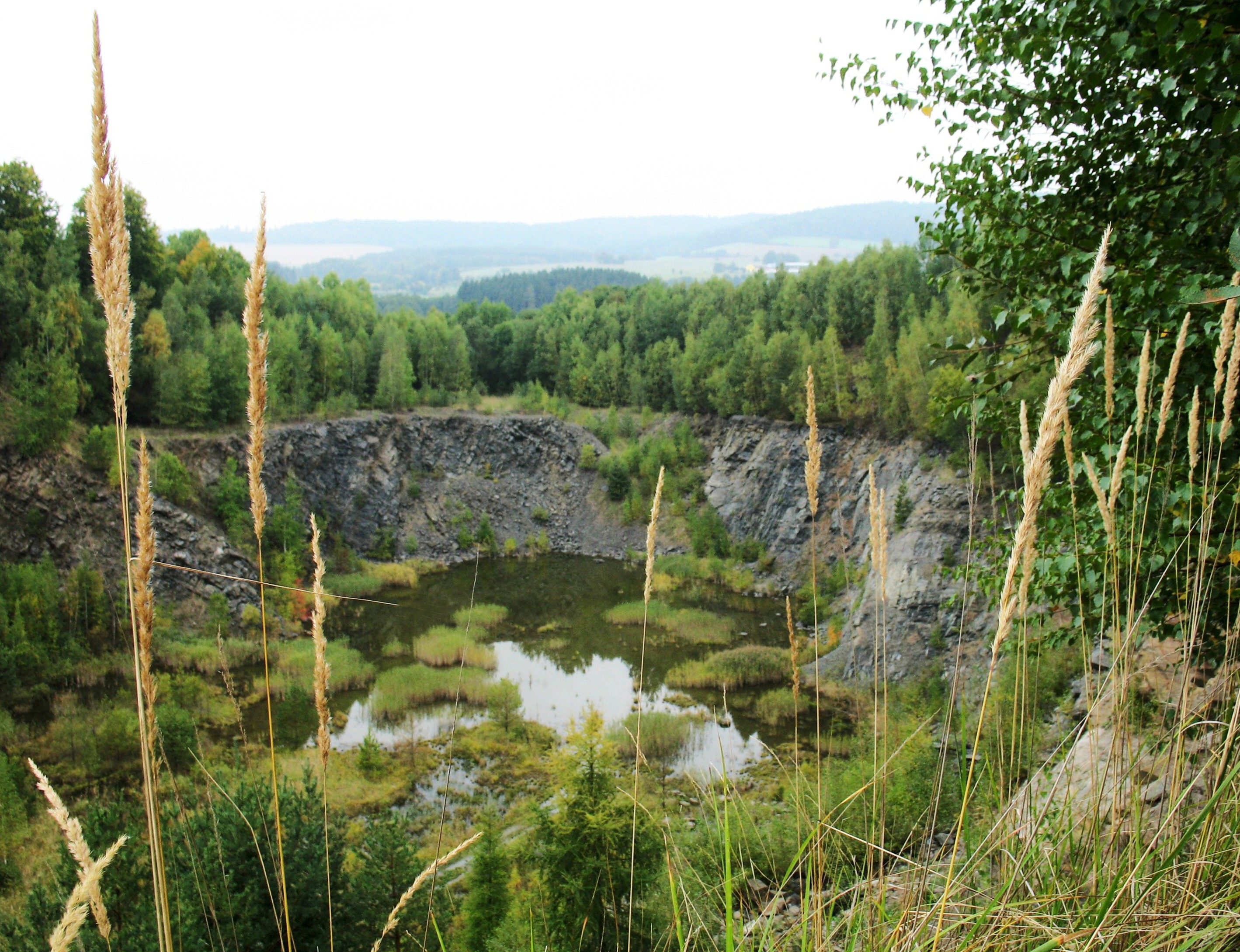
Pohled do lomu shora

### Obojživelníci
Významnou lokalitou pro rozmnožování obojživelníků jsou vodní plochy akumulované stokem vody z okolních pater. Vyskytuje se zde čolek obecný (Lissotriton vulgaris), čolek velký (Triturus cristatus), ropucha obecná (Bufo bufo), skokan hnědý (Rana temporaria), skokan ostronosý (Rana arvalis), skokan krátkonohý (Pelophylax lessonae), skokan zelený (Pelophylax esculentus) a blatnice skvrnitá (Pelobates fuscus).

### Plazi
Výskyt plazů není primárním předmětem ochrany. Vyskytuje se zde ještěrka obecná (Lacerta agilis), slepýš křehký (Anguis fragilis), užovka obojková (Natrix natrix), zmije obecná (viper berus).

### Ptáci
Pacova hora je významnou lokalitou výskytu a místem hnízdiště ohrožených druhů ptáků. Mezi pozorované druhy ptáků patří datel černý (Dryocopus martius), holub doupňák (Columba oenas), krahujec obecný (Accipiter nisus), krkavec velký (Corvus corax), lejsek bělokrký (Ficedula albicollis), ťuhýk obecný (Lanius collurio), žluna zelená (Picus viridis). V rezervaci hnízdí výr velký (Bubo Bubo).

### Savci
Pacova hora nemá příliš vysokou diverzitu druhů savců. Za zmínku stojí nález lebky a trusu vydry říční (Lutra lutra). Trus byl nalezen u Chotčinského potoku v ochranném pásmu lokality.

## Biotopy

### Květnaté bučiny

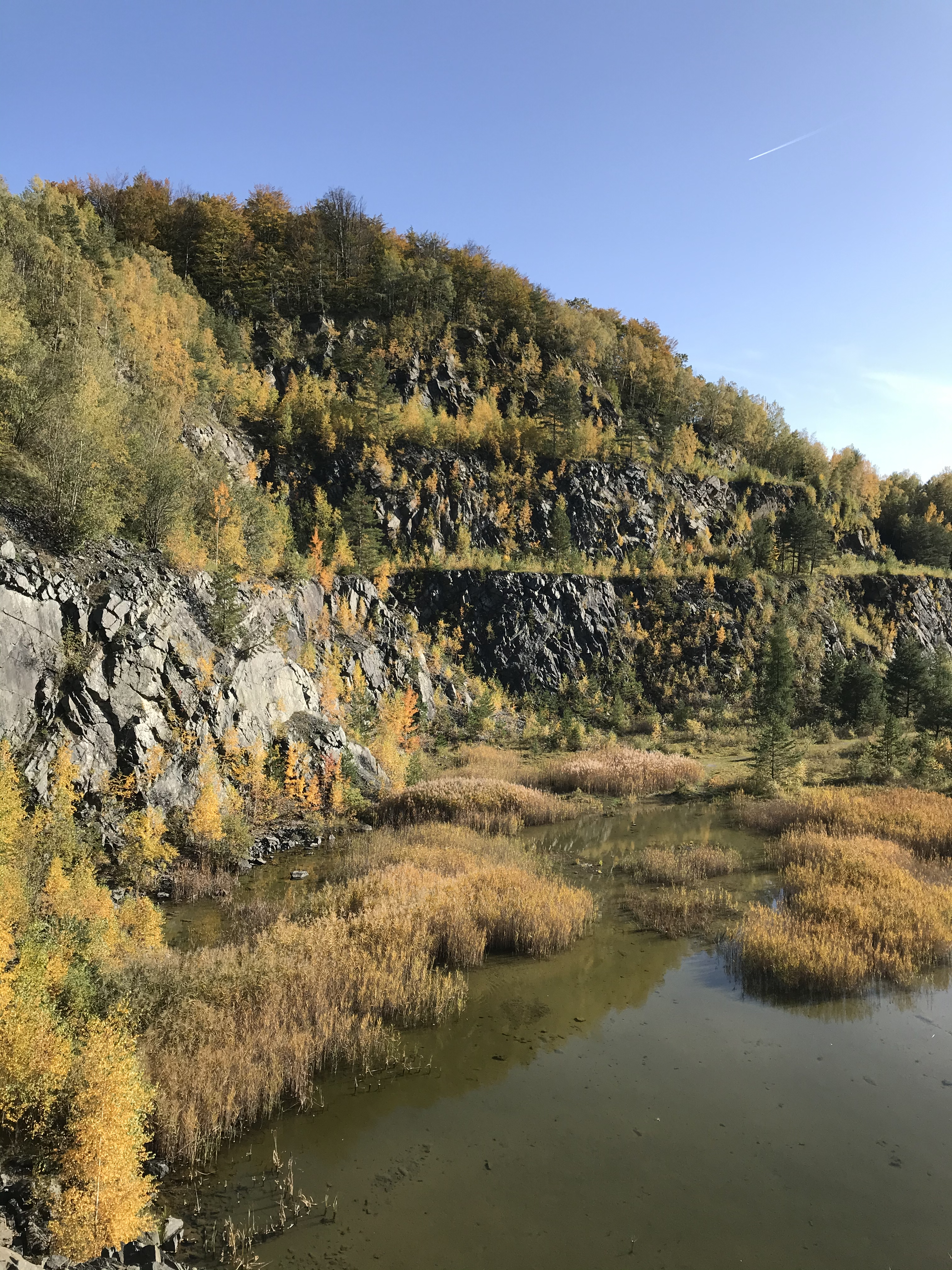
Východní stěna lomu

Staré kamenoviny se vyskytují na těžce dostupných místech zanechaných po těžbě. Stromovému pásmu dominuje buk lesní (Fagus sylvatica). Keřové pásmo chybí. V bylinném pásmu se vyskytují druhy květnatých bučin s podílem subacidofytů. Na živiny bohatších lokalitách je možné najít druhy teplomilných bučin.

### Vegetace mělkých skeletovitých půd
Vegetace vápencových a silikátových skalních stěn. Jedná se o fragmentální vegetaci na obnažených lomových stěnách a na přilehlých sutích. Společenstvo rostlin je druhově chudé.

### Vegetace mokřadových stanovišť
Vegetace především ve vodě akumulované na severní části 3. etáž. Vodní plochu eulitorálu a epilitorálu porůstá rákos obecný (Phragmites australis), sítina článkovaná (Juncus articulatus). Nejvýznamnější rostlinou tohoto společenstva je kriticky ohrožená přeslička různobarvá (Equisetum variegatum).

### Kulturní lesní porosty
Stanovištně je dominováno nepůvodními dřevinami. Vyskytují se zde menší skupiny s převahou smrku ztepilého (Picea abies), který byl vysazen při rekultivaci po ukončení těžby. Porost doplňuje borovice lesní (Pinus sylvestris) a bříza bělokorá (Betula pendula), ta se místy stává až dominantním druhem.

### Vegetace ruderálních stanovišť
Na plochách ponechaných po těžbě, kde nedošlo k náletům a nárostům, převládá třtina křovištní (Calamagrostis epigejos), vlčí bob mnoholistý (Lupinus polyphyllus) a kopřiva dvoudomá (Urtica dioica).

## Geologie

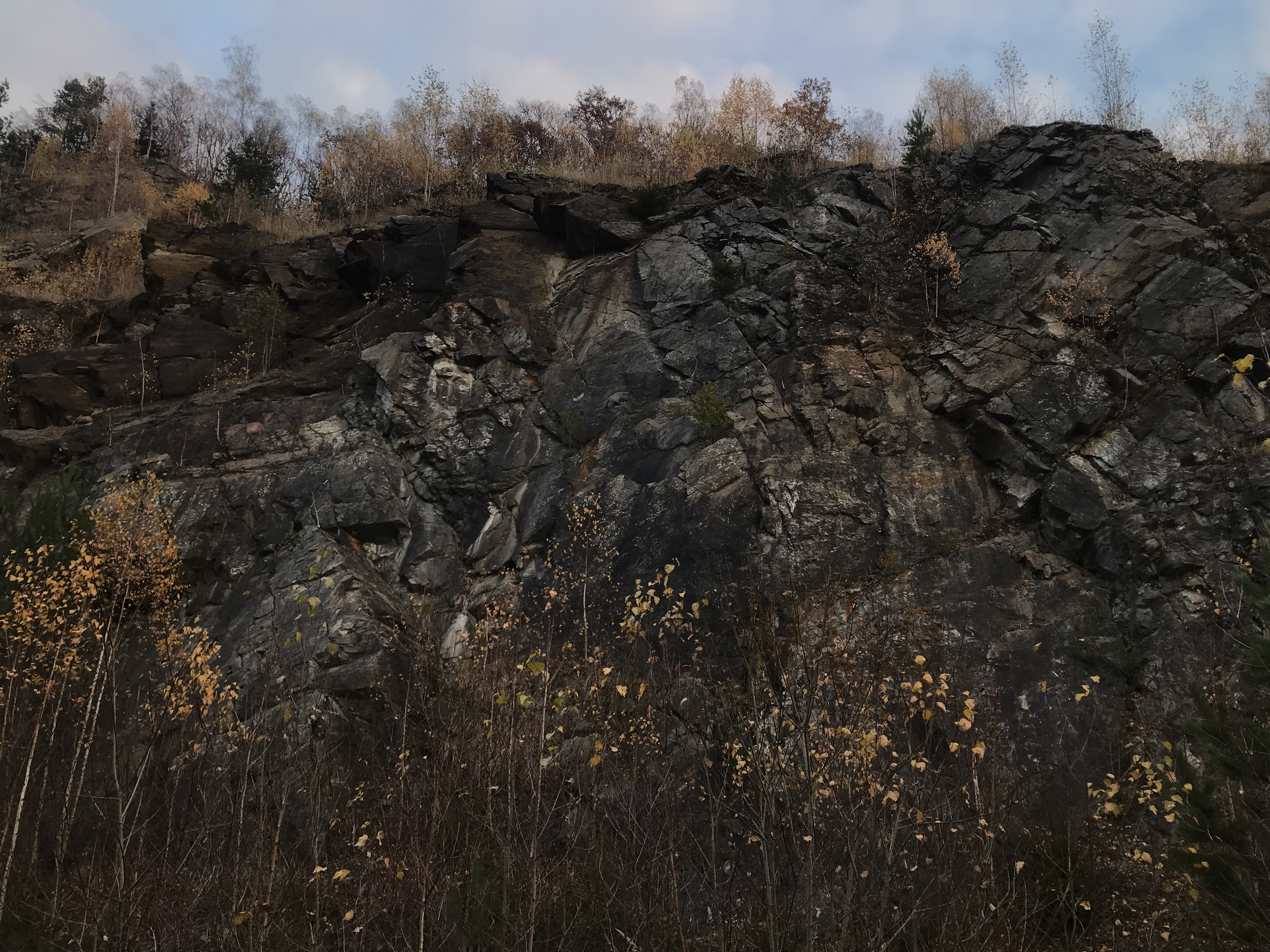
Řez horninou v Pacově hoře

Po těžbě zůstal odhalený řez horninami pestré skupiny moldanubika. Lze zde rozeznat dva typy hornin, starší jednotvárné a mladší pestré. To umožňuje jedinečnou možnost studia metamorfního vývoje hornin.
Významné zastoupení karbonátů, amfibolitů a rul, přičemž se zde nachází i množství přechodných typů. Součástí vápencové lavice je vrstva hrubozrnných krystalických vápenců, ve kterých se vytvořila Chýnovská jeskyně. Nacházely se zde i krasové dutiny, které byly vytěženy. Největší krápník byl 157 cm vysoký stalaktit.
Chýnovský damourit byl popsán roku 1893 z hornin těžených v Pacově hoře. V současnosti se tento název již nepoužívá, je nahrazen názvem Cr – muskovit. Z lomu také pochází 37 cm vysoká a 20 kg vážící záhněda, která je uložena v mineralogické expozici Národního muzea. Výčet minerálů z Pacovy hory tvoří 73 druhů. Horniny obsahují růžový, chromitý korund, spinel, kyanit, zoisit, anortit a rulit. Pargasit má zde velmi vysoký obsah hliníku, Pacova hora je tak jedním z mála nalezišť na světě. Dravit se zde vyskytuje ve formě radiálně paprsčitého agregátu na trhlinách bílého mramoru nebo jako žilky v jemných zrnitých mramorech. V dutinách se nachází epidot ve formě sloupcových krystalů. V asociaci s epidotem a čirým až temně fialovým krystalem fluoritem se vyskytuje prehnit.

## Ochrana

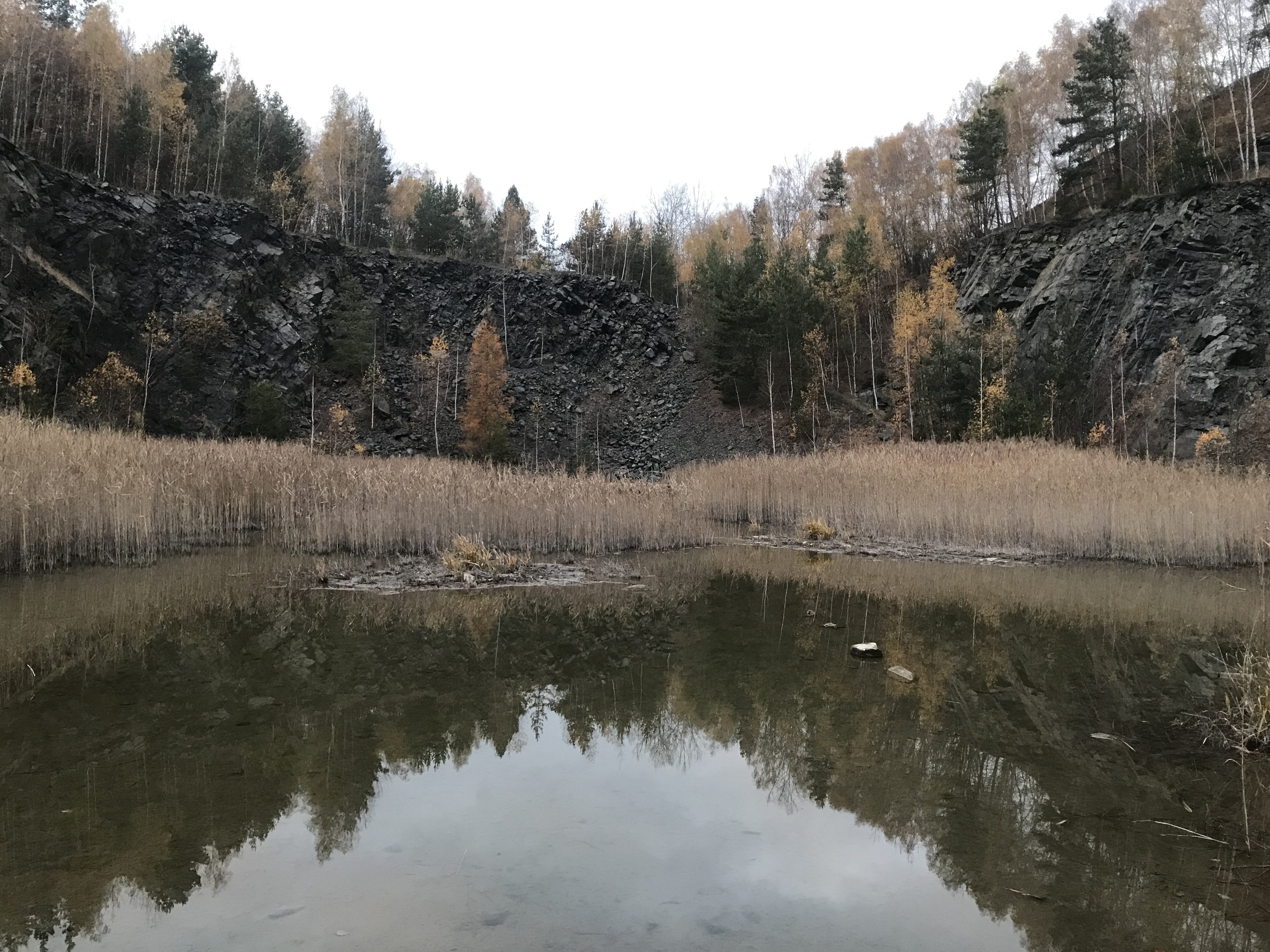
Vodní plocha v severní části Pacovy hory

Územní Pacovy hory je chráněno kvůli výskytu výše uvedených ohrožených druhů živočichu a rostlin. Lokalita je také chráněna kvůli výskytu exotických minerálů. Unikátní je odkrytý profil hornin pestré skupiny moldanubika na východní straně. Jako celosvětově významné lze označit mineralogické naleziště díky velkému počtu minerálních druhů, pestrosti minerálních asociací a variabilitě chemického složení minerálních fází. Významný je i výskyt exotických minerálů a existence paragenetických typů jednoho minerálního druhu. Co se týče živočichů, ochrana je klíčová pro společenstva teplomilných druhů hmyzu, obojživelníků, plazů a ptáků. Významná je ochrana některých druhů rostlin, především orchidejí a přesliček.
Mezi lety 2005 až 2008 proběhly managementové zásahy zaměřené na odstranění náletu a likvidace odpadu. Porost dřeviny horní části lomu byl upraven tak, aby odpovídal přirozené druhové skladbě.
Mezi negativní nebo potenciálně negativní faktory patří zarůstání otevřených stanovišť náletovými dřevinami, masové šíření vlčího bobu mnoholistého (Lupinus polyphyllus) v travino-bylinných partiích a silné zarybnění populacemi ryb, které přímo konkurují chráněným obojživelníkům.

## Turismus

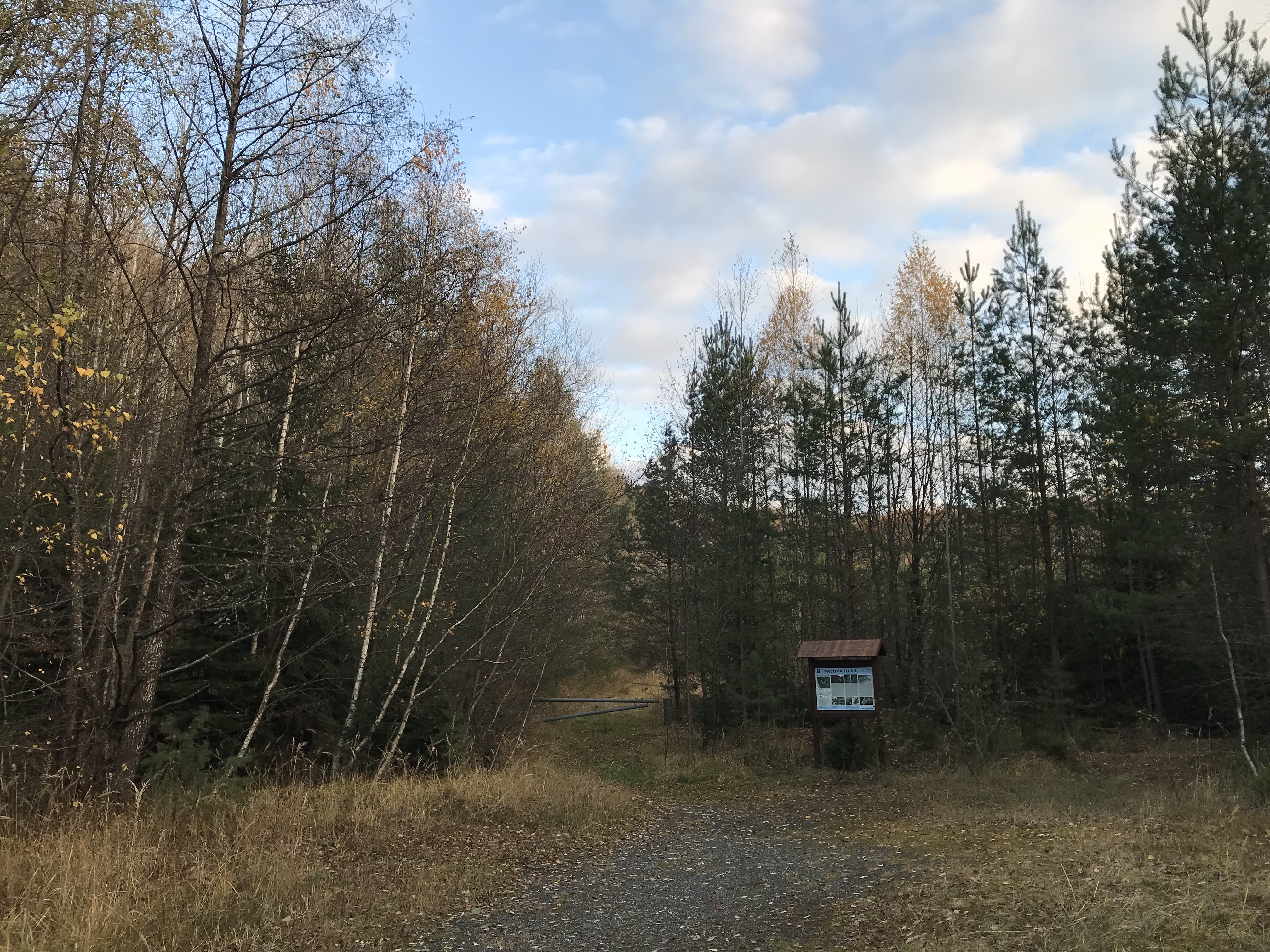
Vstup do Pacovy hory s informační tabulí

Pacova hora je dobře přístupná, díky pozemní komunikaci, která vede podél rezervace. Při vstupu na lokalitu z této silnice vede stezka k naučné tabuli. Poté pokračuje na 3 etáž a k vodní ploše. Z Chýnovské jeskyně vede cesta na 2. a 3. etáž a zároveň vede kolem horní hrany lomu. Na vrcholu jsou dvě lavičky s výhledem na Chýnov a Tábor. Chýnovská naučná stezka začíná u základní školy Chýnov a končí v Pacově hoře. Naučná tabule seznamuje s historií a těžbou a organismy žijícími v rezervaci.